# Sergio Villegas
Sergio Villegas (geb. 1927 in Molina; gest. 10. Oktober 2005 in Santiago) war ein chilenischer Journalist und Schriftsteller, der durch sein Buch mit  Augenzeugenberichten und Interviews vom Putsch Pinochets  Betroffener weltweit Aufmerksamkeit errang.

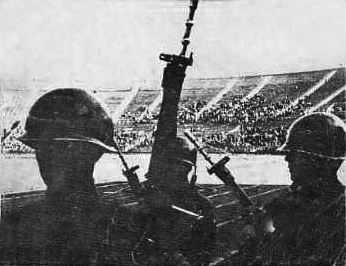
Das chilenische Nationalstadion zu Zeiten des Putsches 1973: Chilenische Soldaten bewachen Gefangene im Nationalstadion (Centro de detención Estadio Nacional de Chile / Internierungslager des chilenischen Nationalstadions).

## Leben
Sergio Villegas war Absolvent der Universität von Chile und arbeitete als Spanischlehrer. Zum Zeitpunkt des Putsches war er stellvertretender Chefredakteur  der chilenischen Zeitung El Siglo. Von 1966 bis 1969 hatte er für diese Zeitung als Korrespondent in Berlin gearbeitet. Das Militär hatte am 11. September 1973 in Chile geputscht und die demokratisch gewählte  Regierung Salvador Allendes gestürzt. Ab  Oktober 1973 lebte er in der DDR im Exil. Während seines Exils war er Direktor der Zeitschrift Vistazo, stellvertretender Direktor von El Siglo und Direktor des Radioprogramms Chile al día in Berlin (DDR). Zum Zeitpunkt seines Todes schrieb er für die Wochenzeitung Punto Final.

## Das Stadion

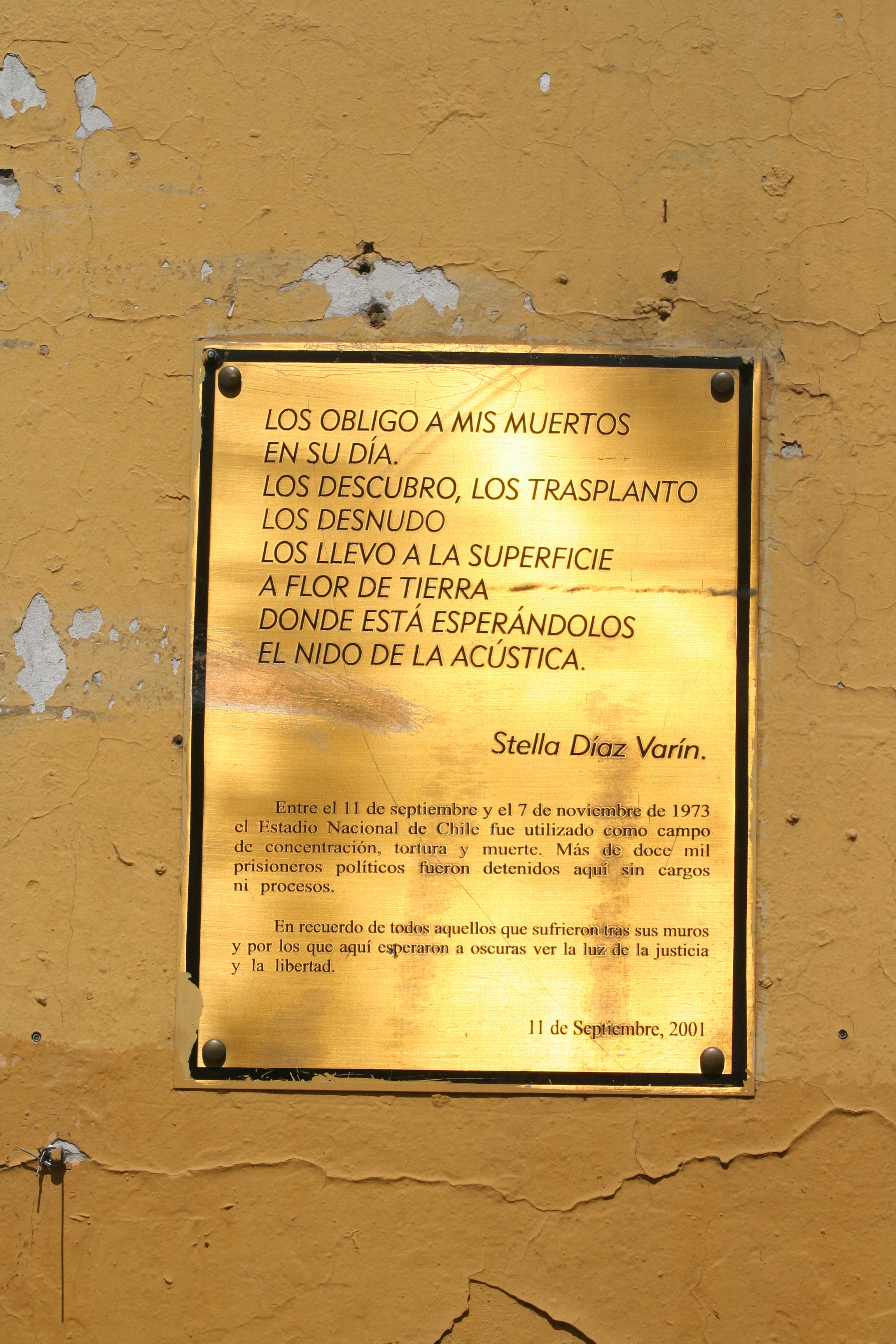
Gedenktafel zum Gedenken an die Inhaftierten in den ersten Tagen des Pinochet-Regimes

In seinem innerhalb weniger Wochen niedergeschriebenen Buch Das Stadion (El estadio, dt. 1974) berichten Augenzeugen über den Putsch und Terror der Junta in Chile, über „die Beschießung und Bombardierung des Präsidentenpalastes, das hysterische Wüten des Pinochetregimes im Estadio Nacional und Estadio Chile, die Verzweiflung und Hoffnung des Volkes“. Es war „das weltweit erste Buch mit  Augenzeugenberichten und Interviews vom Putsch  Betroffener“.

## Publikationen
- El Estadio

Die erste Ausgabe erschien im März 1974 im Verlag Editorial Cartago, Buenos Aires, und wurde anschließend in einem halben Dutzend europäischer Länder veröffentlicht, in einigen von ihnen in hoher Auflage. Es gab eine weitere lateinamerikanische Ausgabe in Ecuador (Universidad Central, Editorial Universitaria, Quito 1974), und schließlich erschien im November 1990 die endgültige, korrigierte und erweiterte Fassung in Santiago (Editorial Emisión).
Deutsch
- Das Stadion: Augenzeugen über den Terror der Junta in Chile. Berlin : Verlag Neues Leben, 1974
- Stadion, Das. Augenzeugen über den Terror der Junta in Chile. Weltkreis-Verlags-GmbH, Dortmund, 1974

weitere
- Bajo esta rueda silenciosa e inmensa
- El funeral vigilado[6]
- Historias de monos y brujos (LOM, 2011)